# Willi Brockmann
Willi Paul Ferdinand Brockmann (* 21. Juni 1924 in Berlin; † 6. August 2001 in Hamburg) war ein deutscher Ingenieur.

## Leben
Willi Brockmann war als Mitarbeiter von Blohm + Voss maßgeblich an der Erfindung und Entwicklung von Hängedecks beteiligt. In der Zeittafel von Blohm + Voss für 1958 heißt es: „Konstruktion eines Hängedeck-Systems, welches in den folgenden Jahren für 250 Schiffe geliefert wird.“ Ein entsprechendes Patent Nr. 1176511 wurde beim deutschen Patentamt am 5. August 1960 beantragt und am 20. August 1964 ausgelegt.
In den 1990er Jahren entwickelte er die sogenannte Brockmann’sche Formel zur Bewertung von Schiffen.